# Responsions
Pour les articles homonymes, voir Responsions (homonymie).
Les responsions étaient une sorte d'impôts que chacune des commanderies de l'ordre de Saint-Jean de Jérusalem devait verser au Couvent de l'Ordre. En Terre sainte, les responsions permettaient à l'Ordre d'entretenir l'hôpital de Jérusalem ou d'Acre et tous les frères de l'Ordre mais aussi de fournir tous les moyens des opérations militaires.

## Sources
- Nicole Bériou (dir. et rédacteur), Philippe Josserand (dir.) et al. (préf. Anthony Luttrel & Alain Demurger), Prier et combattre : Dictionnaire européen des ordres militaires au Moyen Âge, Fayard, 2009, 1029 p. (ISBN 978-2-2136-2720-5, présentation en ligne), p. 785